# Scambus pterophori
Scambus pterophori är en stekelart som först beskrevs av William Harris Ashmead 1890.  Scambus pterophori ingår i släktet Scambus och familjen brokparasitsteklar. Inga underarter finns listade i Catalogue of Life.